# Antonio Cantore
Antonio Tomaso Cantore (Sampierdarena, 4 agosto 1860 – Tofana di Rozes, 20 luglio 1915) è stato un generale italiano, comandante di battaglione durante la guerra italo-turca; divenne generale di divisione allo scoppio della prima guerra mondiale. Fu colpito a morte durante una ricognizione sulla prima linea del fronte sulla Forcella Fontana Negra, diventando il primo comandante di alto grado del Regio Esercito a cadere durante il conflitto. Ricevette la medaglia d'oro al valor militare alla memoria.

## Biografia
Antonio Tomaso Cantore nacque a San Pier d'Arena (oggi Sampierdarena, quartiere di Genova) nel 1860, figlio di Felice e Marianna Ferri. Dopo gli studi compiuti presso un istituto tecnico, nel 1878 entrò nell'Accademia militare di Modena; sottotenente nel 1880 al 29º reggimento fanteria; capitano nel 1888 presso l'81º reggimento fanteria; maggiore nel 1898 al comando del Battaglione alpini Gemona del 7º reggimento; tenente colonnello nel 1903 al comando del Battaglione alpini Aosta del 4º reggimento; nel 1908 ci fu la sua promozione a colonnello, e Cantore fu assegnato al comando dell'88º reggimento di fanteria. Pochi mesi dopo, però, rientrò negli alpini, per assumere l'anno dopo il comando dell'8º alpini, di nuova formazione.
Il 28 settembre 1912 Antonio Cantore fu imbarcato per la Libia. Al comando di quella nuova unità, Cantore vi dedicò molte energie, tanto da far sì che l'8° venne denominato il "reggimento Cantore", con cui fu al comando dei battaglioni "Gemona", "Tolmezzo", "Cividale", cui si aggiunsero più tardi il "Vestone" ed il "Feltre". Al suo ritorno in Italia nel 1914 divenne maggior generale e dal 1º febbraio fu posto al comando della Brigata "Pinerolo"; dal 16 luglio al comando della brigata pochi mesi dopo, tuttavia, preferì cambiare il proprio incarico con quello di comandante della 3ª brigata Alpini (divenuta poi Brigata alpina "Julia" dal 1926), divenne infine generale della 2ª divisione di fanteria nel giugno 1915.

## La prima guerra mondiale
Allo scoppio della Grande Guerra in Italia, il generale Cantore ebbe il controllo del settore Baldo-Lessini, alle dirette dipendenze del comando della piazza di Verona, le cui truppe avevano il compito di agire tra la sponda orientale del lago di Garda e il passo della Lora. Fu voluto nella zona dolomitica dal capo di stato maggiore in persona, il generale Luigi Cadorna, come sostituto del comandante Saverio Nasalli Rocca, accusato di essere troppo prudente e lento nelle manovre.
Cantore al contrario era apprezzato dai suoi colleghi ufficiali e spesso anche dalle sue stesse truppe; il generale sapeva farsi apprezzare dai subalterni per l'ardimento e la sagacia, e se da una parte si mostrava come il modello d'alpino per eccellenza, dall'altra, sapeva dimostrarsi anche ferreo e spietatamente duro, specialmente in tempo di guerra.

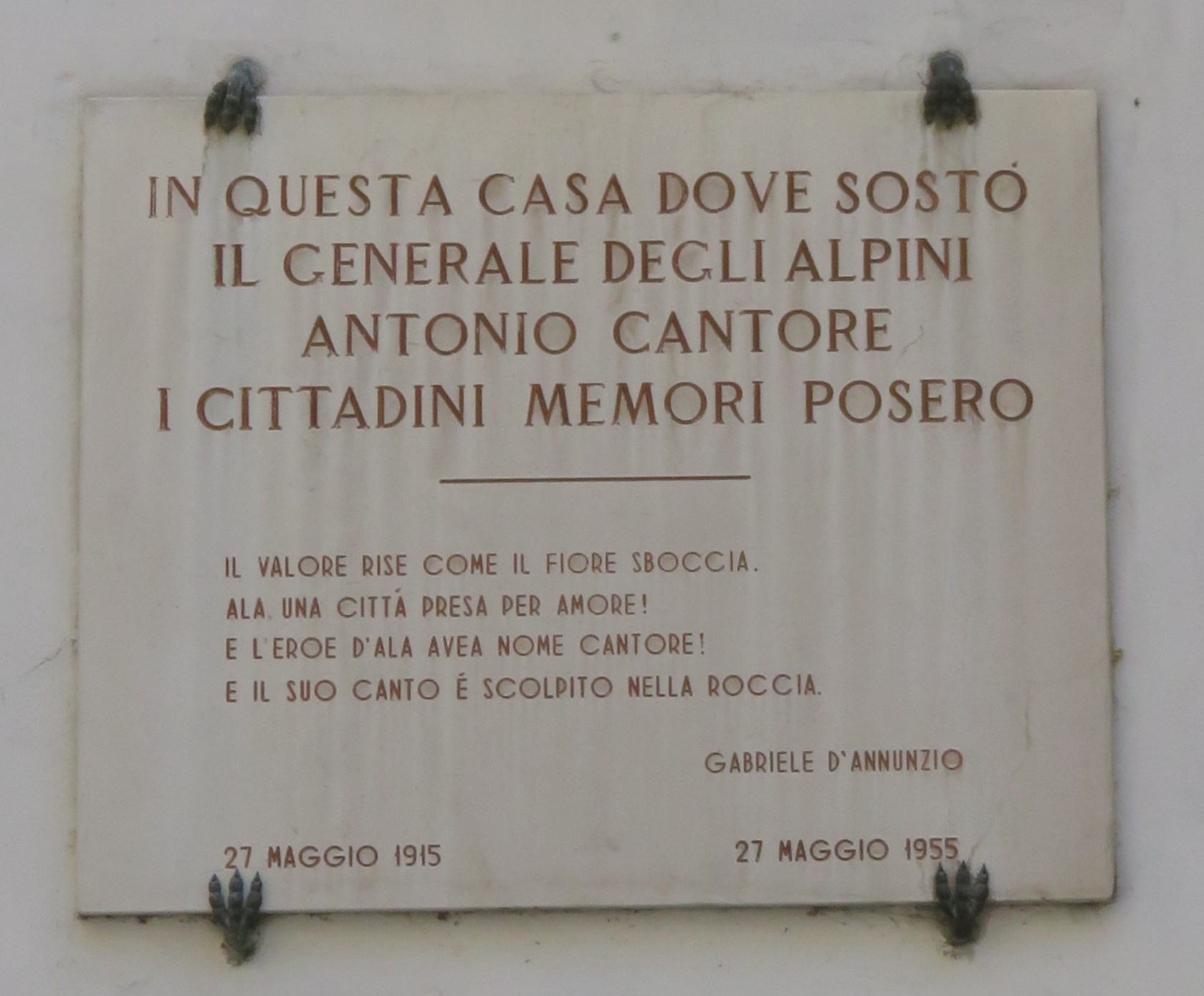
Targa commemorativa ad Ala, posta in Piazza generale Cantore a ricordo del passaggio del generale, il 27 maggio 1915

Tra la notte del 24 e il giorno 27 maggio, Cantore, sempre alla testa dei suoi uomini, strappò agli austro-ungarici Monte Altissimo, discese in Val d'Adige e infine conquistò Ala. Avanzata fin oltre Serravalle, ai primi di giugno la 3ª brigata alpini si trovò di fronte alle trincee e ai reticolati austriaci, che ne frenarono l'avanzata.
Alla fine del mese, fu promosso generale di divisione e assunse il comando della 2ª divisione che stava combattendo nella zona di Cortina d'Ampezzo durante la prima offensiva dolomitica. Qui i soldati italiani tentavano di sottrarre ai nemici l'intero gruppo delle Tofane, ma per conseguire questo obiettivo era necessario espugnare il "Castelletto", un torrione di roccia che dominava tra la Tofana di Rozes (in mano italiana) e il monte Lagazuoi (ancora sotto il controllo austriaco). Già da tempo ormai i genieri e i Kaiserjäger austro-ungarici resistevano strenuamente mantenendo la propria posizione, tanto che il Castelletto finì per essere considerato praticamente inespugnabile. Fu proprio il generale Cantore a suggerire una nuova tattica per tentare di ottenere la capitolazione della roccaforte nemica: l'unica possibilità di successo poteva essere data da un attacco da parte dei due corpi d'armata schierati nella zona, all'intera linea nemica, dalla val d'Ansiei fino al Col di Lana.
Il 7 luglio, quando giunse l'artiglieria pesante italiana, si diede inizio all'operazione e venne affidato a Cantore l'incarico di prepararla. Nel frattempo, si mise a studiare un nuovo piano per assicurare la totale disfatta asburgica su quelle posizioni: si trattava di impadronirsi della Forcella di Fontana Negra, anch'essa in mano nemica, per poi piombare dall'alto sui soldati austriaci asserragliati sul Castelletto. Si trattava certamente di un'operazione spericolata, che lasciò perplessi, se non addirittura contrariati, molti ufficiali: gli austriaci erano infatti posizionati a circa 1800 m s.l.m., mentre gli italiani a soli 1300. Questi ultimi avrebbero quindi dovuto risalire per 500 m di quota il versante orientale, costruendo trincee e gallerie nella viva roccia, il tutto sotto l'accanito fuoco delle micidiali mitragliatrici nemiche. Il piano d'attacco, anche se avesse dato la vittoria a Cantore, avrebbe richiesto il sacrificio di centinaia e centinaia di vite umane.

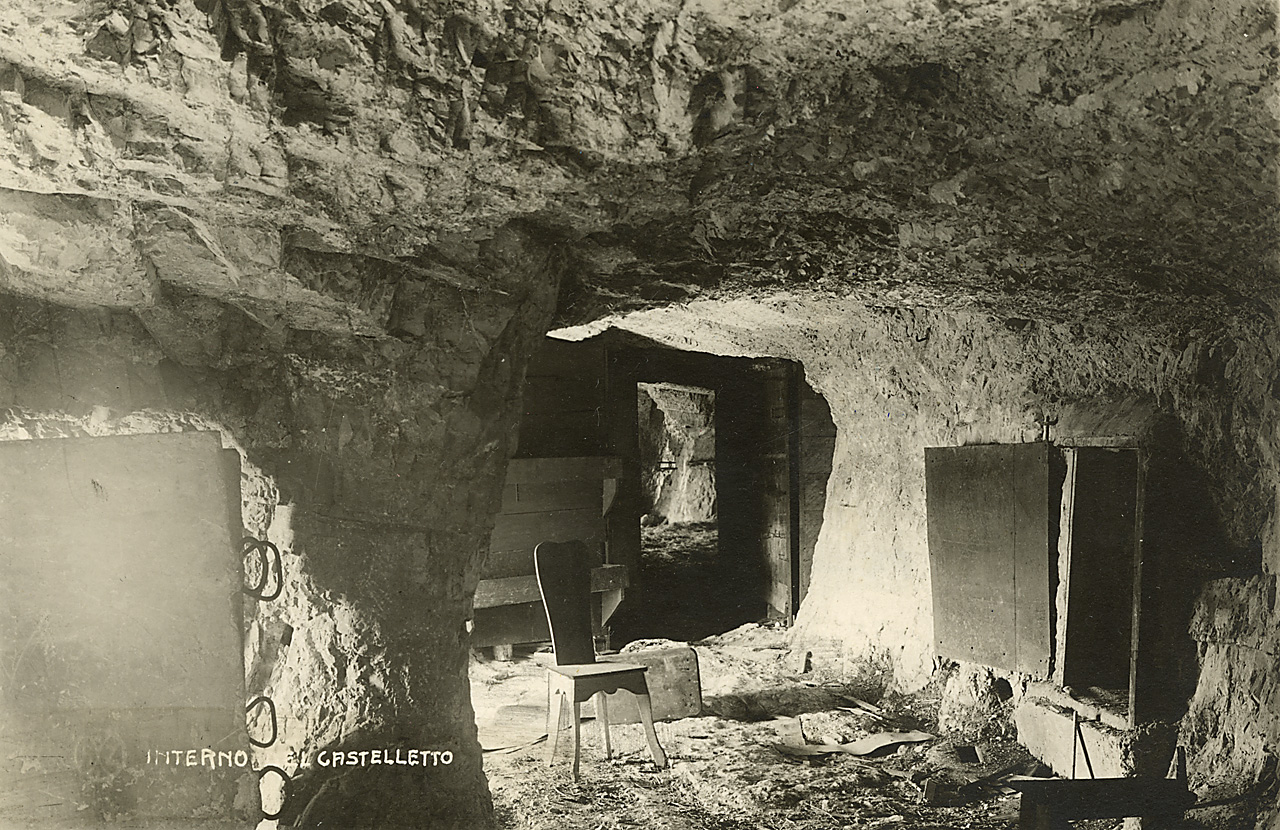
Interno del "Castelletto"

### La morte
Per mettere in atto questo suo secondo piano, Cantore decise di compiere un giro di ricognizione nell'area che sarebbe stata teatro della nuova operazione.
Secondo la ricostruzione dello storico ampezzano Paolo Giacomel, la mattina del 20 luglio Cantore lasciò di buon ora l'Hotel Posta, nel centro di Cortina, per dirigersi verso il villaggio di Vervei, costruito sul massiccio delle Tofane dai militari italiani. Conclusa la riunione con gli ufficiali, Cantore partì accompagnato da alcuni commilitoni (non ci è dato sapere se fossero solamente due, un capitano di Stato maggiore e un sergente, oppure quattro). Verso sera, giunto ad un buon punto d'osservazione, il generale si appoggiò ad un parapetto di roccia e cominciò a studiare col binocolo le posizioni avversarie. Appena si sporse dal parapetto, un cecchino austriaco lo individuò sparando due colpi: il primo andò a vuoto, ma il secondo colpì il generale in fronte, fulminandolo. Morì sul colpo.
Il pittore austriaco Otmar Burtscher, che era ufficiale dei Kaiserjaeger in quel tratto di fronte, scrisse: "Il Generale seguiva, dalle vicine posizioni italiane, le fasi dello scontro. Nemmeno il saettare dei proiettili poté smuoverlo dal suo posto. Ad un tratto egli, senza dir motto, lasciò cadere il binocolo e si abbatté al suolo; una palla lo aveva colpito in piena fronte".
Secondo la testimonianza del pittore Edgardo Rossaro, volontario tra gli alpini sul fronte dolomitico, l'opinione più comune fra le truppe italiane fu che il generale Cantore fu individuato con facilità dal cecchino austroungarico a causa dell'alta visibilità dei gradi sul berretto (un'ampia fascia rossa con vistose greche dorate e grande aquila), tanto è vero che subito dopo l'uccisione del generale - riferisce Rossaro nel suo diario di guerra - il Regio Esercito decise di cambiare la foggia dei berretti per ridurne la visibilità

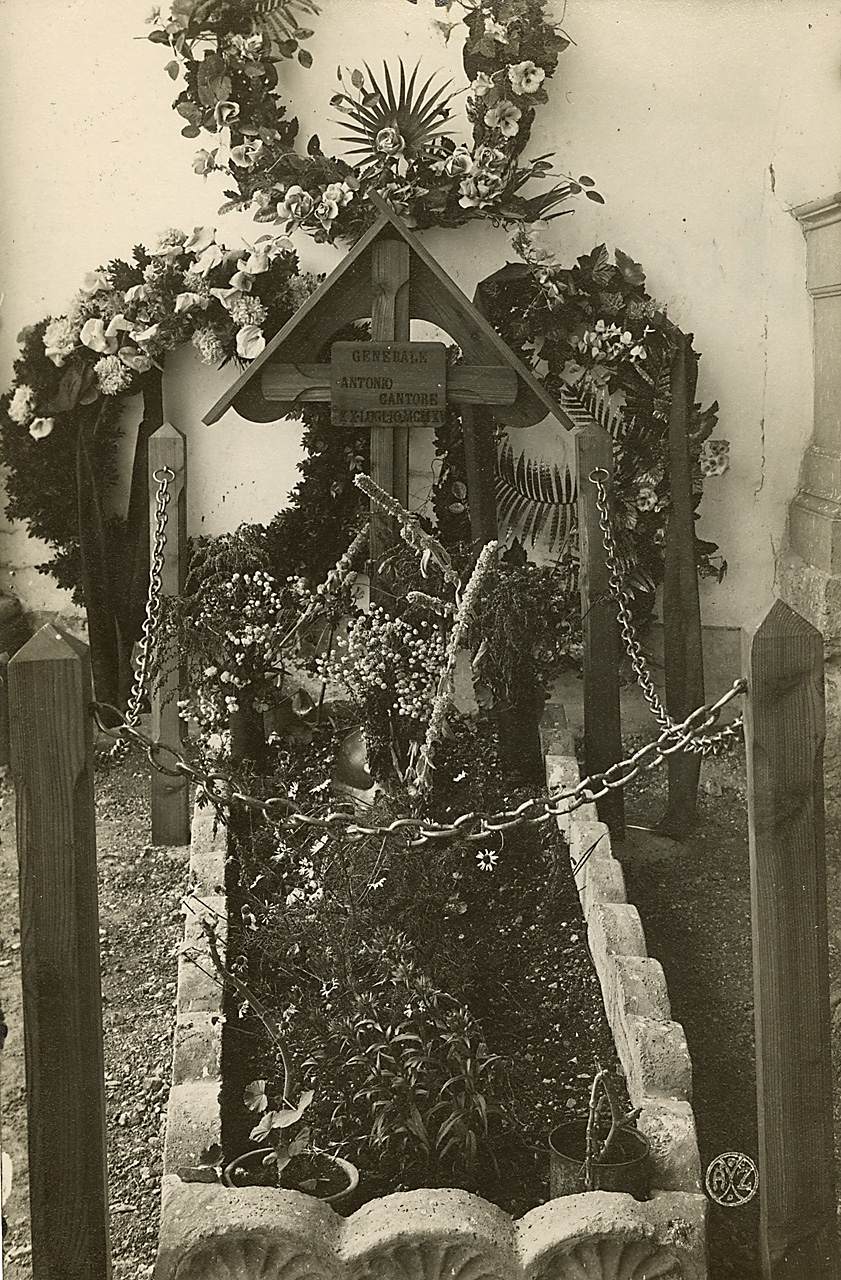
La tomba del generale Antonio Cantore.

Cantore fu il primo ufficiale generale italiano a morire colpito dal fuoco nemico durante la Grande Guerra, attirando l'attenzione della stampa che riportò la notizia con grande enfasi, rendendolo immediatamente famoso in tutta la nazione. La sua popolarità lasciò un segno nella toponomastica di numerose città nelle quali gli furono intitolate vie o piazze.

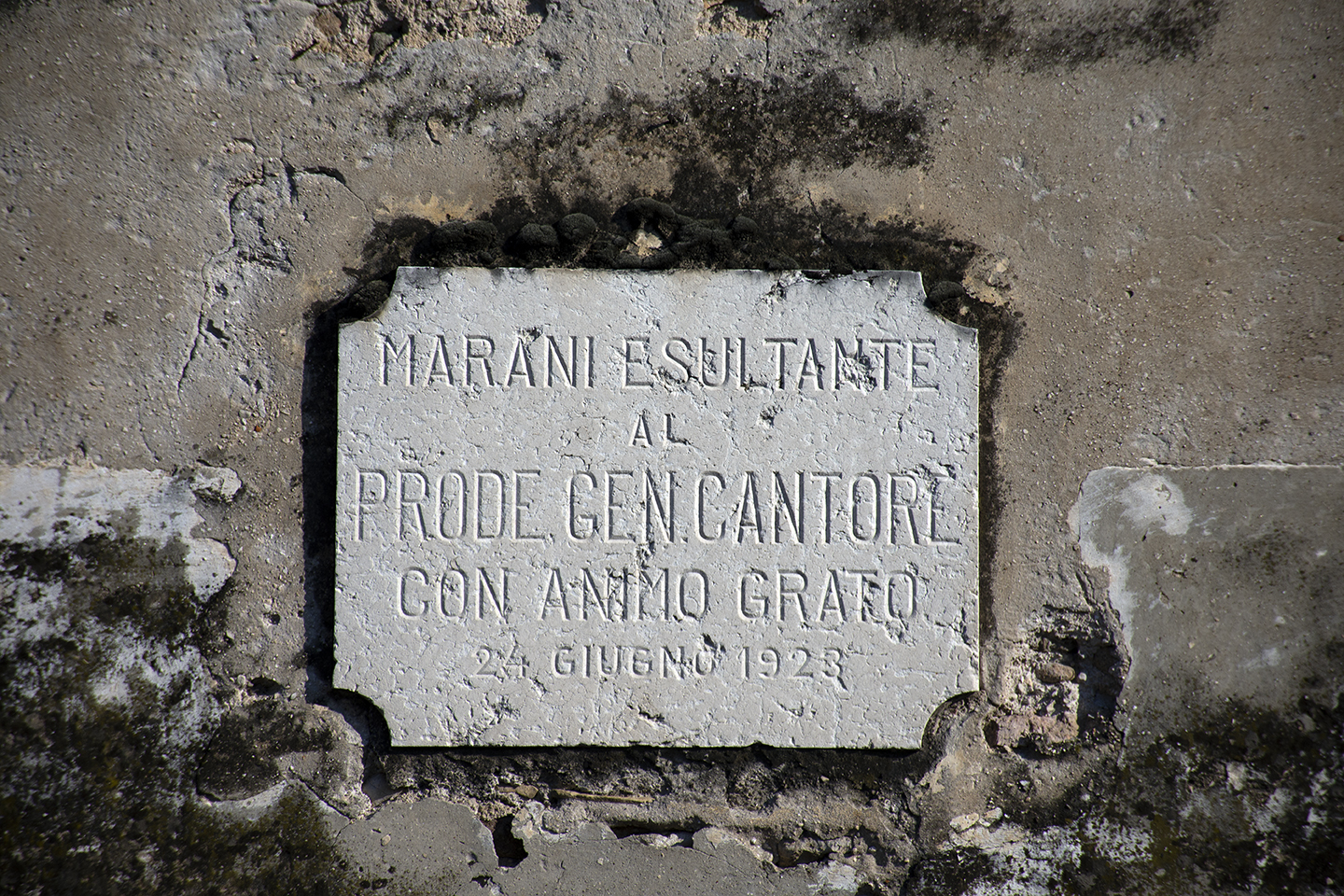
La lapide di intitolazione della frazione Borgo Generale Cantore nel comune di Ala (TN)

### I funerali
I fanti che assistettero alla tragica morte di Antonio Cantore riportarono al campo il corpo esanime del loro comandante, che fu poi traslato nel centro di Cortina d'Ampezzo (là dove oggi sorge un monumento in suo onore), affinché le truppe potessero rendergli omaggio. Al termine del conflitto la salma fu inumata nel sacrario militare di Pocol assieme a quelle di quasi altri diecimila soldati.

## La fine del "Castelletto"
Il "Castelletto", alla fine, cadde in mano italiana. Dopo la morte di Cantore, entrambi i suoi piani d'attacco vennero trascurati. Ci volle più di un anno e centinaia di morti prima che la postazione austriaca cedesse. Finalmente, l'11 luglio 1916 si diede il via a una nuova operazione: vista l'inespugnabilità del torrione di roccia, i genieri italiani scavarono un tunnel sotto la postazione e piazzarono una mina da 35 tonnellate di esplosivo che fecero brillare alle 3:30 di mattino. Il "Castelletto" saltò letteralmente in aria e vennero uccisi in un solo istante 150 soldati austro-ungarici.

## Monumenti e dediche

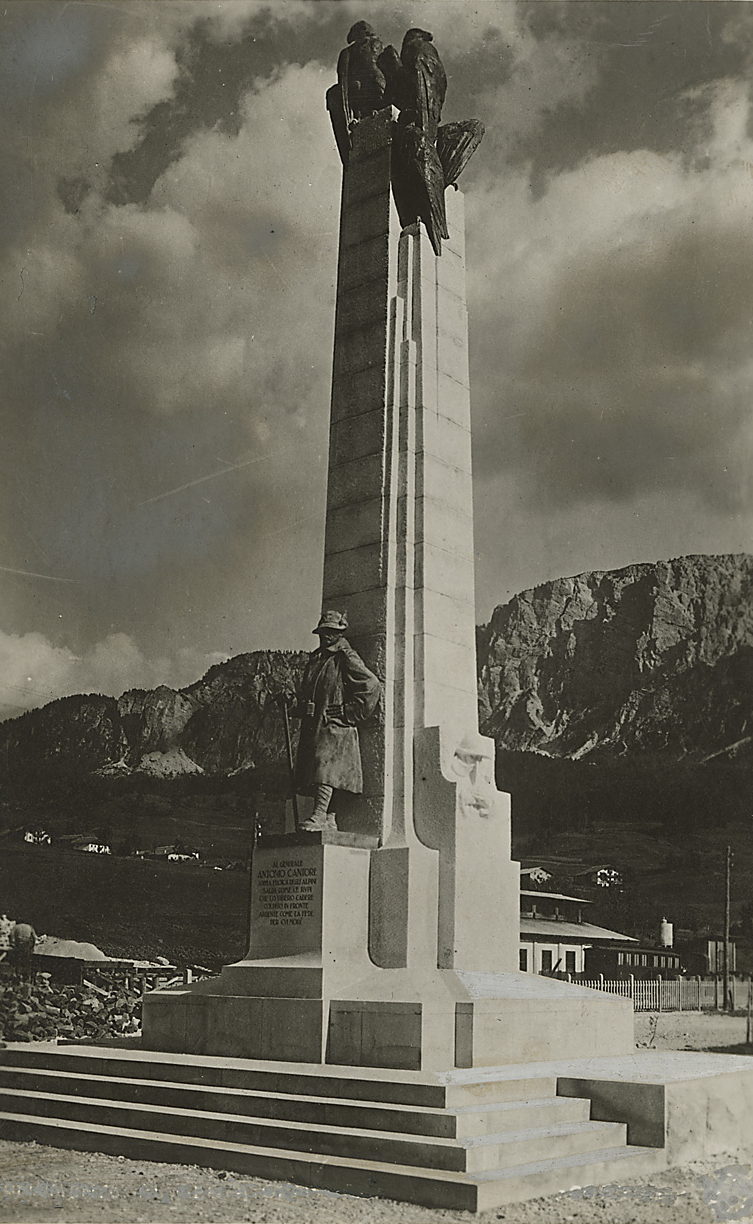
Il Monumento a Cantore a Cortina d'Ampezzo, fotografia degli anni '20.

Negli anni successivi al termine del conflitto, sorsero numerosi in tutta Italia i monumenti e le dediche alla figura di Antonio Cantore, entrato nell'immaginario collettivo nazionale - insieme a tanti altri eroi della Grande Guerra -, come esempio di coraggio, patriottismo e sprezzo del pericolo. Gli vennero dedicate numerose strade e vie, e furono eretti monumenti a suo ricordo. Tra questi, ricordiamo l'imponente obelisco di Cortina d'Ampezzo, che riporta: 
L'ottava galleria della strada delle 52 gallerie del Monte Pasubio, scavate in occasione dei combattimenti della prima guerra mondiale, porta il suo nome. A Piacenza è intitolata a suo nome la caserma del 21° rgt artiglieria. Anche a Tolmezzo (battaglione di cui Cantore fu comandante) vi è una caserma a lui dedicata.
A Sampierdarena (Genova), suo luogo natio, gli è stata dedicata una strada di primaria importanza.
A Carcoforo (VC), luogo di villeggiatura del suo nipote che portava il suo nome, sorge un giardinetto monumentale in parte alla strada principale del paese con imponente lapide dedicata a lui
Gabriele D'Annunzio lo ricordò con versi memorabili nella Preghiera per i combattenti.
(Gabriele D'Annunzio, Preghiera per i combattenti)
A San Candido (BZ) esiste la caserma generale Cantore, sede del battaglione alpini "Bassano" 6º Reggimento Alpini.
Borgo Generale Cantore è una frazione del comune di Ala (TN).